# The Recycler
The Recycler je časopis z malimi oglasi iz Los Angelesa, ki sta ga osnovala Gunter in Nancy Schaldach leta 1973. Najbolj je znan po tem, da so prek oglasov v njem prišli v stik člani vsaj treh slavnih glasbenih skupin iz 1980. let: James Hetfield je odgovoril na oglas Larsa Ulricha, kar je pripeljalo do nastanka Metallice, Mötley Crüe je nastal, ko se je kitarist Mick Mars odzval na oglas Tommyja Leeja, Duff McKagan pa je prek oglasa spoznal Slasha in Stevena Adlerja, s katerima so kasneje ustanovili Guns N' Roses.